# Хэнд, Дэвид (статистик)
Дэвид Джон Хэнд (родился 30 июня 1950 года в Питерборо) — британский статистик. Его исследовательские интересы включают многомерную статистику, методы классификации, распознавание образов, вычислительную статистику и основы статистики. Автор книг по статистике, анализу данных, финансам и методам классификации, а также научно-популярных книг по прикладной статистике. В 1991 году основал журнал «Статистика и вычисления». Работа Хэнда отмечена целым рядом наград и научных званий(). Офицер Ордена Британской империи и член Британской академии.

## Карьера
Хэнд был профессором статистики в Открытом университете с 1988 по 1999 год, после чего перешел в Имперский колледж Лондона, где является почетным профессором математики. В период с 2010 по 2018 год взял длительный творческий отпуск чтобы работать главным научным советником в корпорации Winton Capital Management. Занимал пост президента Королевского статистического общества в 2008—2009 годах, в 2010 году, когда Бернард Сильверман ушел в отставку В 2003 году он был избран членом Британской академии
В апреле 2013 года вошел в совет директоров Статистического управления Великобритании в качестве неисполнительного директора. 2016 по 2021 годы работал в Европейском статистическом комитете, консультантом Европейской комиссии. С 2014 по 2017 год возглавлял Сеть административных исследований данных и входит во многие другие консультативные комитеты, в том числе председательствовал в Консультативном совете Центра прикладной этики данных УНС.

## Награды и отличия
- Серебряная медаль Гая Королевского статистического общества (2002)
- Премия IEEE ICDM за выдающийся вклад в науку (2004)
- Премией «Кредиты и риск» за вклад в кредитную отрасль (2012)
- Медаль Джорджа Бокса за использование статистики в бизнесе и промышленности (2016)
- Медаль за исследования Международной федерации классификационных обществ (2019).

Является почетным членом Института актуариев (1999).

## Избранные труды
Автор более 30 книг, в том числе:
- 2001. (with Mannila H. and Smyth P). Principles of Data Mining. MIT Press. ISBN 978-0262082907
- 2007. Measurement Theory and Practice: the World Through Quantification. Wiley, ISBN 978-0470685679
- 2014. (with Paul Allin). The Wellbeing of Nations: Meaning, Motive and Measurement. Wiley. ISBN 978-1-118-48957-4
- 2014. The Improbability Principle: Why Coincidences, Miracles and Rare Events Happen All the Time. Farrar, Straus & Giroux. ISBN 978-0-374-17534-4
- 2020. 2020. (with Paul Allin) From GDP to Sustainable Wellbeing: Changing Statistics or Changing Lives? Palgrave Macmillan, ISBN 978-3030530846
- 2020. Dark Data: Why What You Don’t Know Matters Princeton University Press ISBN 978-0691182377[a]
  - Дэвид Хэнд. Темные данные. Практическое руководство по принятию правильных решений в мире недостающих данных = David J. Hand. Dark Data Why What We Don’t Know Is Even More Important Than What We Do. — М.: Альпина Паблишер, 2021. — 366 с. — ISBN 978-5-9614-4143-7.
- Статистика : очень краткое введение = Statistics. / Пер. с англ. М. Л. Фреера; под научной редакцией М. И. Левина. — М. : Дело, 2017. — 184, [1] с. : ил. ISBN 978-5-7749-1202-5

### Комментарии
1. ↑  В 2021 году переведена на русский